# Wacław Grzybowski
Wacław Grzybowski (ur. 4 kwietnia 1887 w Zamiechowie, w powiecie uszyckim, w guberni podolskiej, zm. 30 września 1959 w Paryżu) – polski psycholog (doktor psychologii) i dyplomata. Wolnomularz, założyciel Unii Narodowo-Państwowej w 1922 roku.

## Życiorys
Ukończył gimnazjum w Kijowie, na Uniwersytecie Kijowskim zaliczył I rok prawa, potem studiował na uniwersytetach Jagiellońskim, Wiedeńskim, we Florencji i na Oxford University. Doktoryzował się z psychologii. W 1912 wrócił na Podole, pracował w organizacjach społecznych i kulturalnych.
Po odzyskaniu niepodległości, w 1920 został dyrektorem departamentu w Zarządzie Cywilnym Ziem Wschodnich. Był członkiem delegacji polskiej w Rydze w sprawie zawarcia traktatu pokojowego w wojnie polsko-bolszewickiej jako ekspert ds. gospodarczych Ukrainy.
Następnie pracował naukowo. W 1925 r. został wybrany na sekretarza generalnego Partii Pracy. Do pracy w administracji państwowej powrócił po przewrocie majowym. Pełnił obowiązki szefa gabinetu premiera Kazimierza Bartla (przywódcy Partii Pracy), następnie był członkiem Rady Nadzorczej Polskiej Agencji Telegraficznej (PAT).
31 sierpnia 1927 mianowany na posła RP w Czechosłowacji. Poselstwem w Pradze kierował do 31 października 1935, po czym mianowany na podsekretarza stanu w Prezydium Rady Ministrów.
Od 1 lipca 1936 ambasador RP w ZSRR (mianowany 18 czerwca 1936). Na stanowisku ambasadora w Moskwie zastąpił Juliusza Łukasiewicza, specjalistę od spraw sowieckich, byłego wieloletniego naczelnika Wydziału Wschodniego MSZ. W Moskwie misja Grzybowskiego przypadła na przełomowy w polityce europejskiej okres (1936–1939). Sytuację w ZSRR w końcu 1938 oceniał następująco (wobec wiceministra Szembeka): Związek Radziecki słabnie, a problem rosyjski dojrzewa. W końcu 1938 r. stał na stanowisku, że "w zakresie problemu rosyjskiego osobiście stoi na stanowisku naszej granicy z roku 1772".
Grzybowski niewłaściwie interpretował pakt Ribbentrop–Mołotow, a wydarzenia z 17 września 1939 r. były dla niego wielkim zaskoczeniem. 29 sierpnia 1939 r. raportował do Warszawy, że wspomniany pakt „znacznie odciążył” sytuację, w jakiej znalazła się Polska i sugerował, że Ribbentrop podpisał pakt tylko dlatego, by nie wyjeżdżać z Moskwy z pustymi rękoma.
W chwili rozpoczęcia agresji ZSRR na Polskę 17 września 1939 roku pomiędzy 2 a 3 w nocy wezwany pilnie do Komisariatu Spraw Zagranicznych w Moskwie otrzymał od zastępcy Ludowego Komisarza Spraw Zagranicznych Władimira Potiomkina notę dyplomatyczną, w której ZSRR uzasadniał agresję na Polskę stwierdzeniem o zaprzestaniu istnienia państwa polskiego. Potiomkin przeczytał mu notę (uzgodnioną wcześniej z Niemcami) o rzekomym „rozpadzie państwa polskiego” i krokach podjętych przez ZSRR w celu „wzięcia pod swoją opiekę” Ukraińców i Białorusinów zamieszkujących terytorium Polski. Grzybowski wykazał kłamliwość i niezgodność przytoczonej argumentacji „z prawem cywilizowanych narodów”. W odpowiedzi usłyszał, że rząd polski i dowództwo armii „uciekli” do Rumunii. Gdy polski dyplomata powtórnie zaprotestował przeciwko nieprawdzie i słownictwu Potiomkina oraz powołał się na obowiązujący do 1945 r. polsko-sowiecki pakt o nieagresji, usłyszał w odpowiedzi: „Jeśli nie ma rządu polskiego, to nie ma też żadnego paktu o nieagresji”. Odpowiedział: „Rozumiem, że moim obowiązkiem jest zawiadomić mój rząd o agresji, która prawdopodobnie już się rozpoczęła, ale nie zrobię nic więcej”. Grzybowski noty nie przyjął. Koniec końców Sowieci dostarczyli ją do polskiej ambasady z poranną pocztą. O godzinie 4 w nocy, Armia Czerwona uformowana w dwa fronty – białoruski i ukraiński, mające w swoim składzie siedem armii, liczących według szacunkowych liczb od 600 tysięcy do 1 miliona żołnierzy w pierwszej linii, uderzyła na polską granicę wschodnią.
Po nieudanej próbie zakwestionowania immunitetu dyplomatycznego przez władze ZSRR opuścił w październiku 1939 wraz z polskim personelem dyplomatycznym terytorium ZSRR, po bezpośredniej interwencji dziekana korpusu dyplomatycznego w Moskwie, ambasadora III Rzeszy Friedricha von Schulenburga i ambasadora Królestwa Włoch Augusto Rosso.
Okres II wojny światowej spędził na terenie Francji, następnie Francji okupowanej przez III Rzeszę. Po wojnie związał się z Biblioteką Polską, był członkiem rady Towarzystwa Historyczno-Literackiego w Paryżu. Był członkiem Ligi Niepodległości Polski. Pozostawił pamiętnik, zdeponowany w Bibliotece Polskiej w Paryżu.
Pochowany na Cmentarzu Les Champeaux w Montmorency.

## Ordery i odznaczenia
- Krzyż Komandorski Orderu Odrodzenia Polski (9 listopada 1932)[14][15]

- Medal Dziesięciolecia Odzyskanej Niepodległości[14]
- Wielka Wstęga Orderu Lwa Białego (Czechosłowacja)[14][16]
- Krzyż Komandorski Orderu Legii Honorowej (Francja)[14]
- Order Świętego Sawy (Jugosławia)